# Avimimus
Avimimidae
Famille
Genre
Espèces de rang inférieur
- † Avimimus portentosus Kurzanov, 1981, espèce type
- † Avimimus nemegtensis Funston et al., 2017

Avimimus est un genre éteint de dinosaures à plumes, un petit théropode oviraptorosaurien classiquement rattaché à la famille des Avimimidae.
Il a vécu en Mongolie où il a été découvert dans des sédiments de la fin du Crétacé supérieur.

## Liste des espèces
Deux espèces sont rattachées au genre :
- † Avimimus portentosus Kurzanov, 1981, l'espèce type, découverte dans le sud de la Mongolie et officiellement décrite par Sergei Kurzanov en 1981, qui l'a incluse dans une nouvelle famille nommée Avimimidae[1],[2],[3] ;
- † Avimimus nemegtensis Funston et al., 2017. G. F. Funston et ses collègues ont réalisé de nouvelles fouilles et ont repris la description d'environ 500 squelettes de dinosaures du Crétacé supérieur du bassin de Nemegt en Mongolie[4]. Cette étude a conduit, entre autres, à la description en 2017 d'une nouvelle espèce d'Avimimus, A. nemegtensis[5].

Ces fossiles ont été découverts à la base de la formation de Nemegt ce qui indique un âge Maastrichtien inférieur , soit il y a environ entre 70 Ma (millions d'années).

## Étymologie
Le nom de genre Avimus est composé du mot latin « avis », « oiseau » et du mot du grec ancien  « Mĩmos », « imitateur », pour donner « qui imite un oiseau ».

## Description

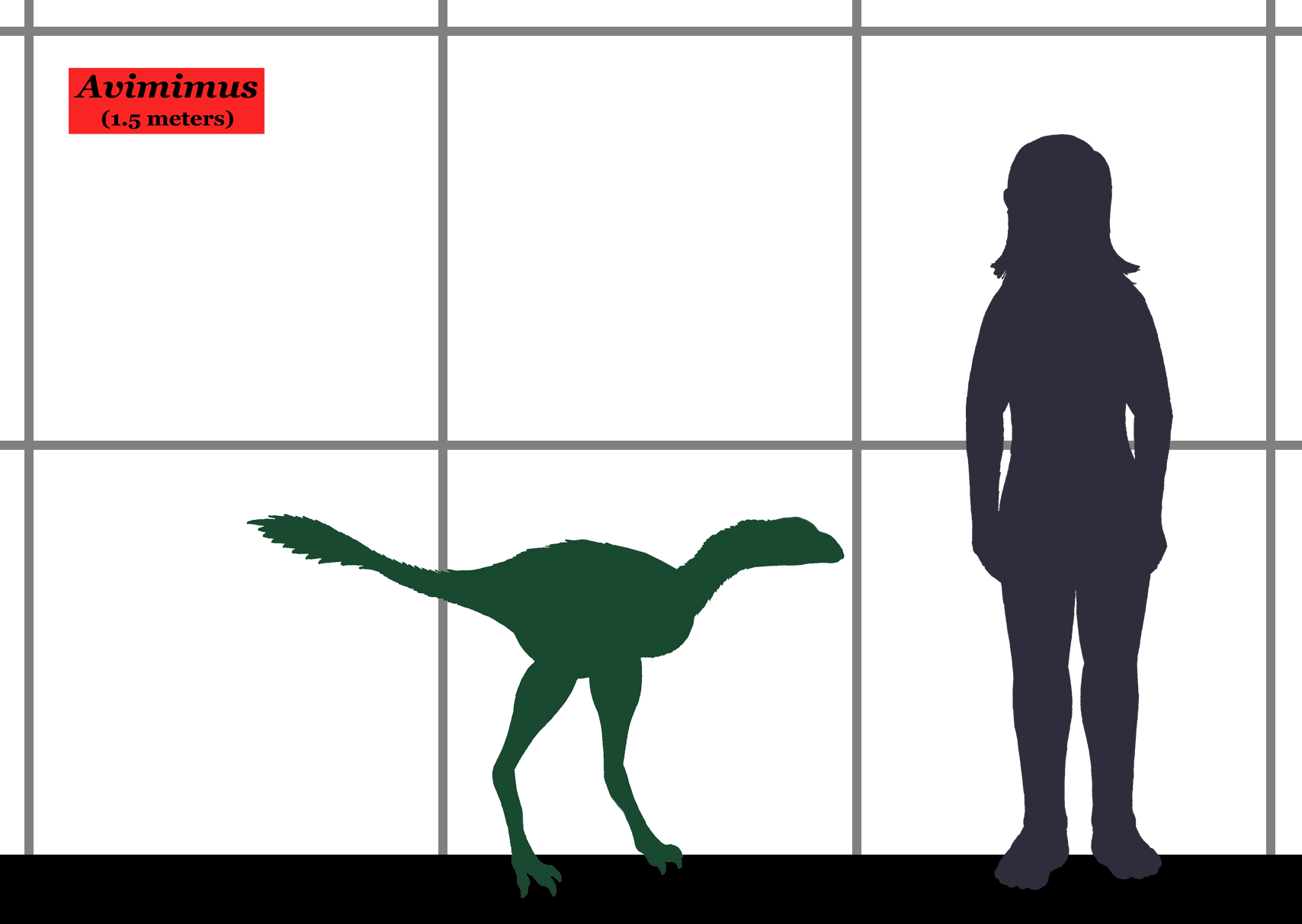
Comparaison de la taille d'A. portentosus et d'un humain.

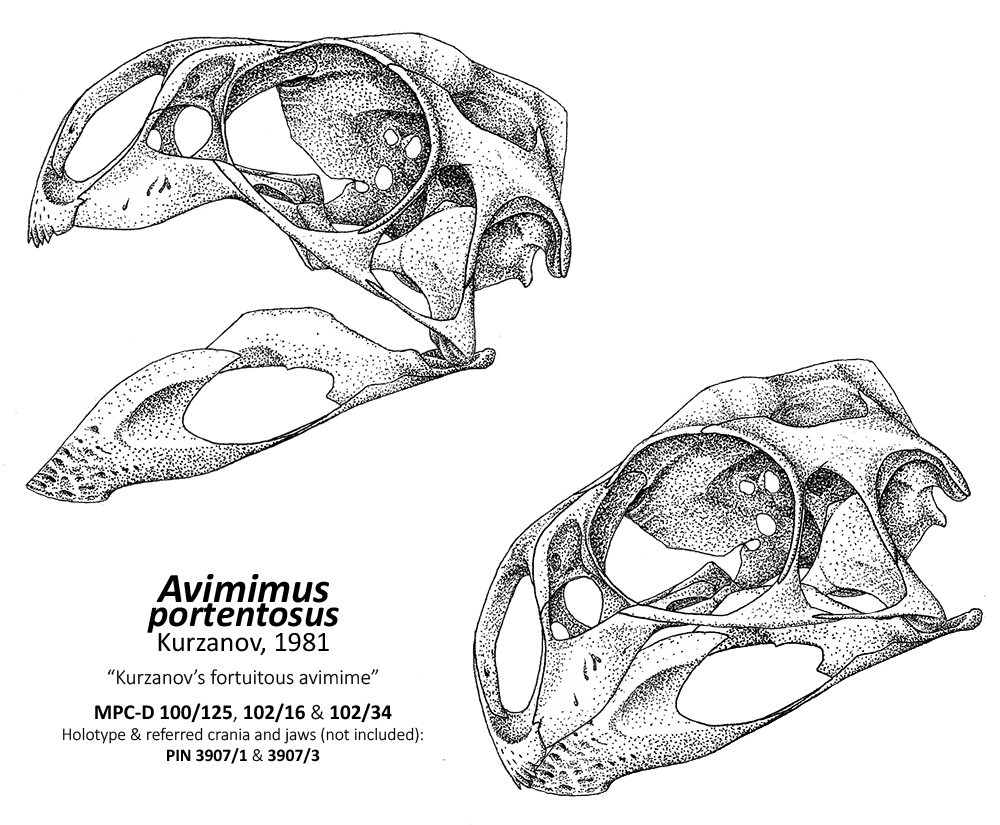
Dessin des os du crâne d'A. portentosus.

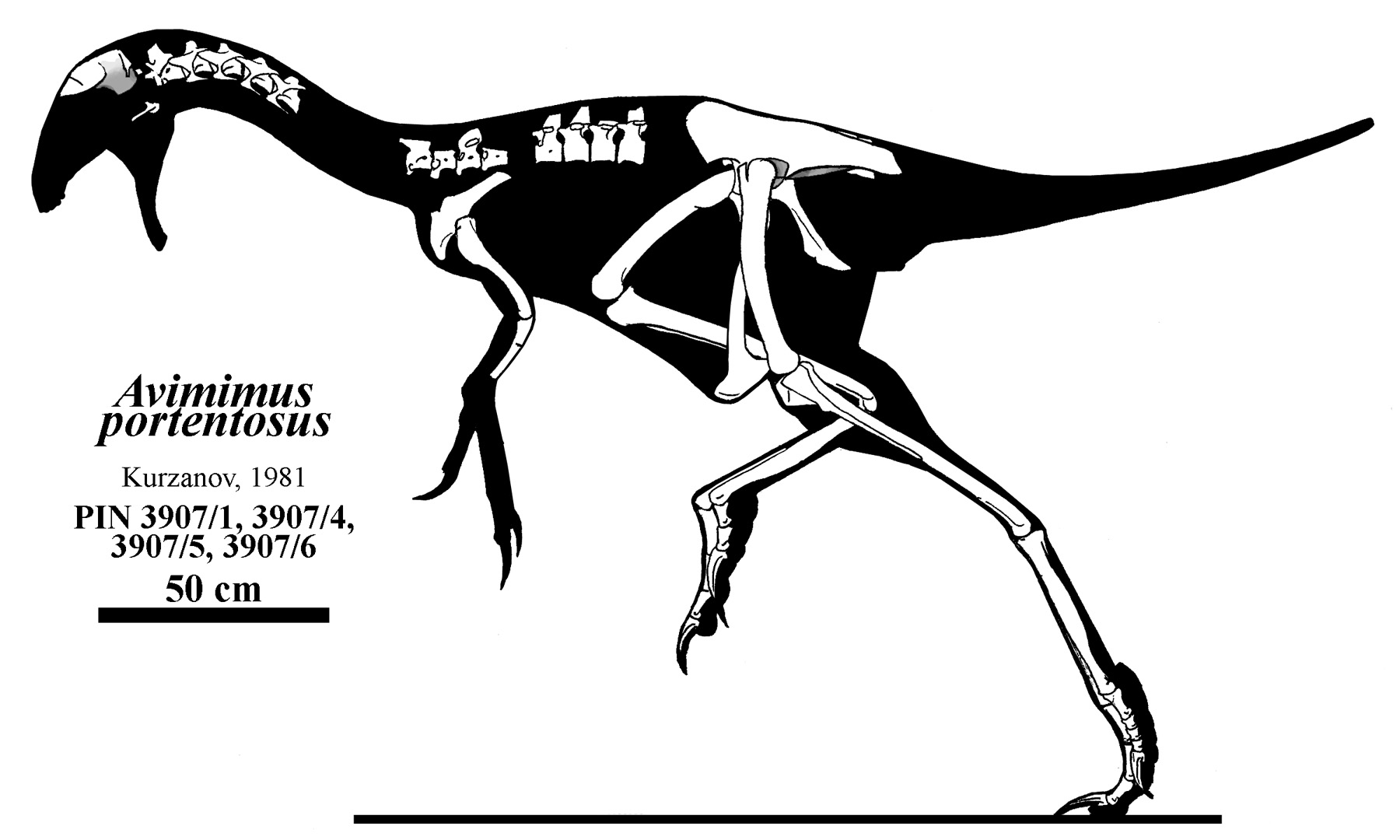
Silhouette et os retrouvés (en blanc) d'A. portentosus.

Avimimus était un petit dinosaure avec une forme d'oiseau, dont la longueur totale est estimée à environ 1,50 mètre. Son crâne est proportionnellement petit par rapport à son corps, avec cependant un cerveau et des orbites bien développés.
Ses mâchoires étaient considérées à l'origine comme formant un bec dépourvu de dents. Certains spécimens bien préservés ont montré, à partir de 2000, la présence de petites dents sur l'os prémaxillaire. Ces petites dents indiquent un régime alimentaire probablement herbivore ou omnivore.
Son cou est long ; ses vertèbres dorsales sont dépourvues d'emplacements pour des sacs aériens contrairement à ce que l'on observe chez les oviraptoridés et les caenagnathidés. Avimimus apparaît ainsi comme un oviraptorosaurien plus primitif que les genres appartenant à ces deux familles.
Ses membres antérieurs étaient relativement courts et portaient des plumes, mais la plupart des paléontologues s'accordent pour considérer qu'Avimimus ne pouvait pas voler.
Comme presque tous les oviraptorosauriens, Avimimus possédait des pattes extrêmement longues et minces, avec des tibias développés par rapport aux fémurs. Tous ces éléments indiquent que c'était un coureur rapide hautement spécialisé. Ses trois orteils se terminaient par des griffes pointues et étroites.

## Paléobiologie

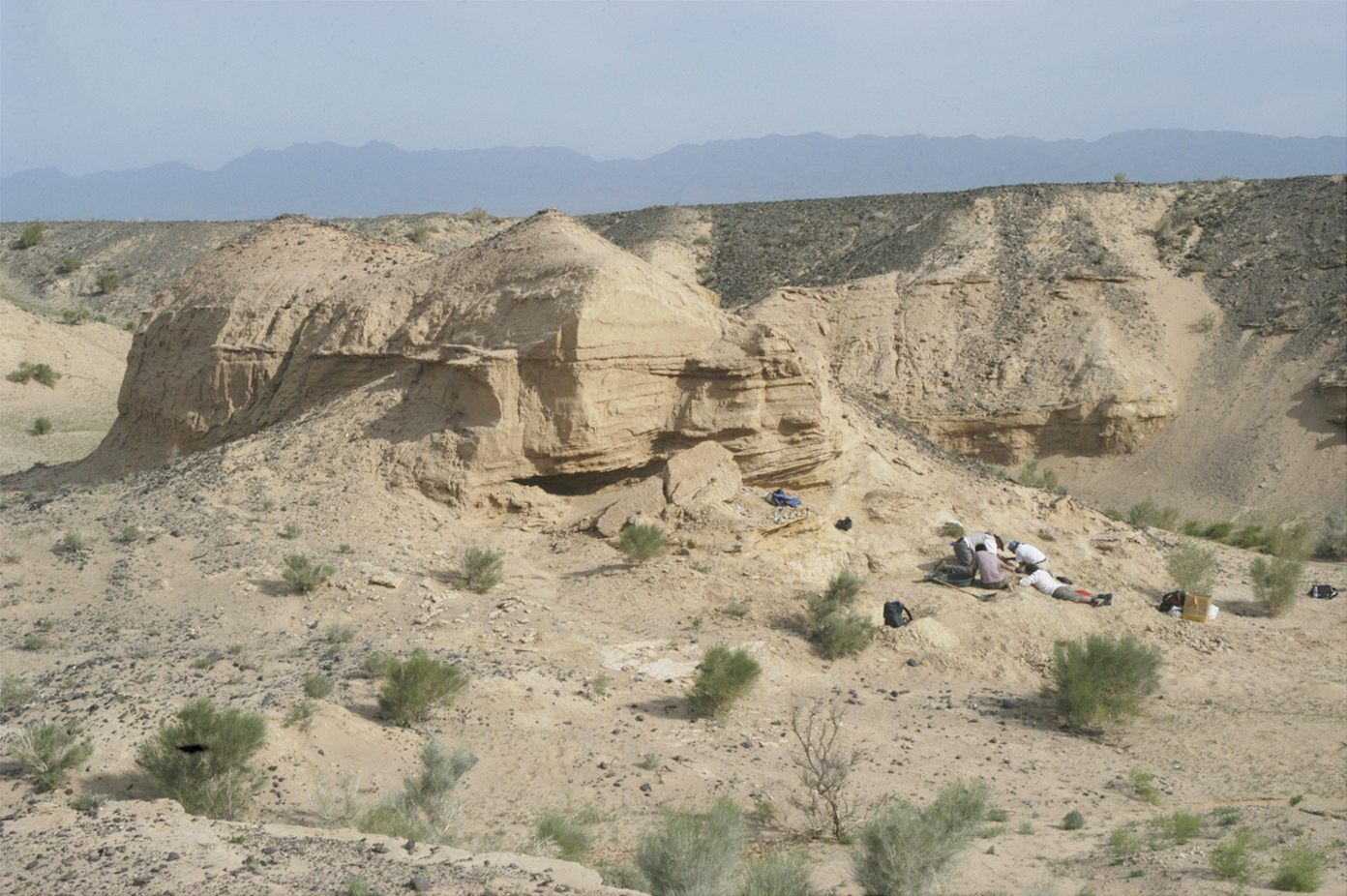
Photos du site de fouilles du lit à ossements à Avimimus dans le bassin de Nemegt en 2016.

Dans la partie inférieure des sédiments de plaine alluviale de la formation de Nemegt, qui s'interdigitent puis se superposent à la formation de Barun Goyot, affleurent deux lits à ossements : un constitué de restes fossiles de dinosaures hadrosauridés du genre Saurolophus, l'autre, situé à 10,50 mètres au-dessus de la formation de Barun Goyot, contient un très grand nombre d'os d'Avimimus appartenant à 160 individus, soit 90 % du total de 177 dinosaures trouvés dans ce niveau.
Les études taphonomiques de ce lit à ossements d'Avimimus a montré une accumulation de restes fossiles, enfouis très rapidement, de très nombreux adultes et subadultes avec une quasi-absence de juvéniles. Ceci prouve le comportement grégaire de ces animaux vivant ou se rassemblant en troupeau lors de certaines occasions (parade nuptiale, stratégies de quête de nourriture ou de défense contre les prédateurs, perchoirs communs),. Les adultes montrent des tailles très similaires suggérant une croissance déterminée pour cette espèce.
La présence d'Avimimus et de caenagnathidés dans la formation de Nemegt, alors qu'ils sont absents de la formation sous-jacente de Barun Goyot, indique leur préférence pour un habitat mésique (à humidité moyenne) par opposition aux oviraptoridés qui s'adaptent aussi bien dans les environnements mésiques que xériques (très secs).

## Classification

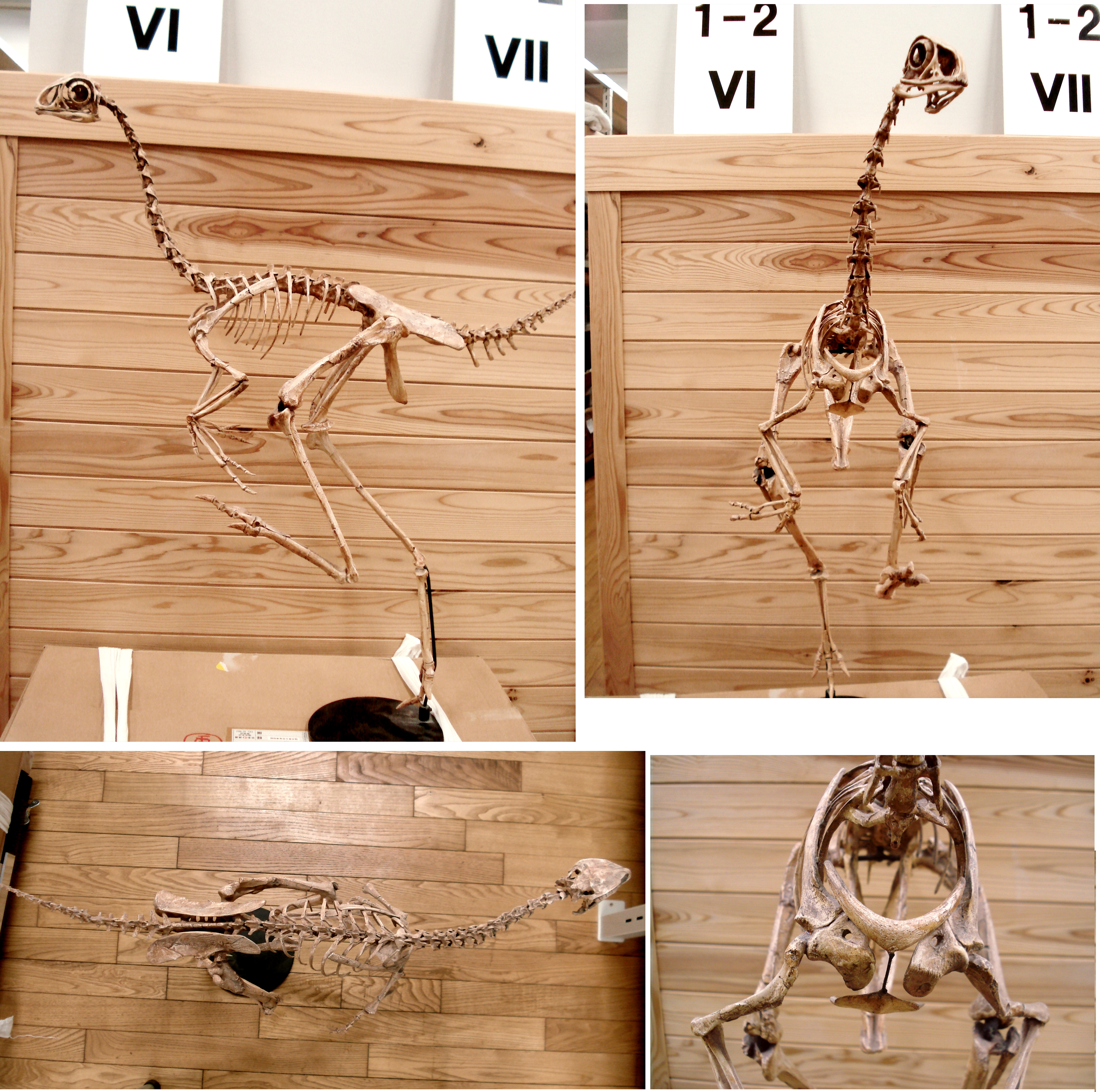
Vues d'Avimimus sous de multiples profils.

Depuis son érection en 1981, le genre Avimimus est classiquement placé dans la famille des Avimimidae, dont il est le seul membre.
Cependant, l'étude phylogénétique des oviraptorosauriens conduite par M. C. Lamana et ses collègues en 2014, lors de la description du nouveau genre de caenagnathidés, Anzu, rattache directement Avimimus au clade des oviraptorosauriens, en groupe frère des Caenagnathoidea.